# Признанная Европа
«Признанная Европа» (другой перевод — «Узнанная Европа»; итал. Europa riconosciuta) — опера в двух действиях Антонио Сальери, обозначенная как опера-сериа и музыкальная драма; написана на итальянское либретто Маттиа Вераци в 1778 году.
Сюжет оперы основан на древнегреческом мифе о дочери царя Тира Агенора — Европе, в юности похищенной Зевсом, впоследствии ставшей женой критского царя Астериона.

## История создания и постановок

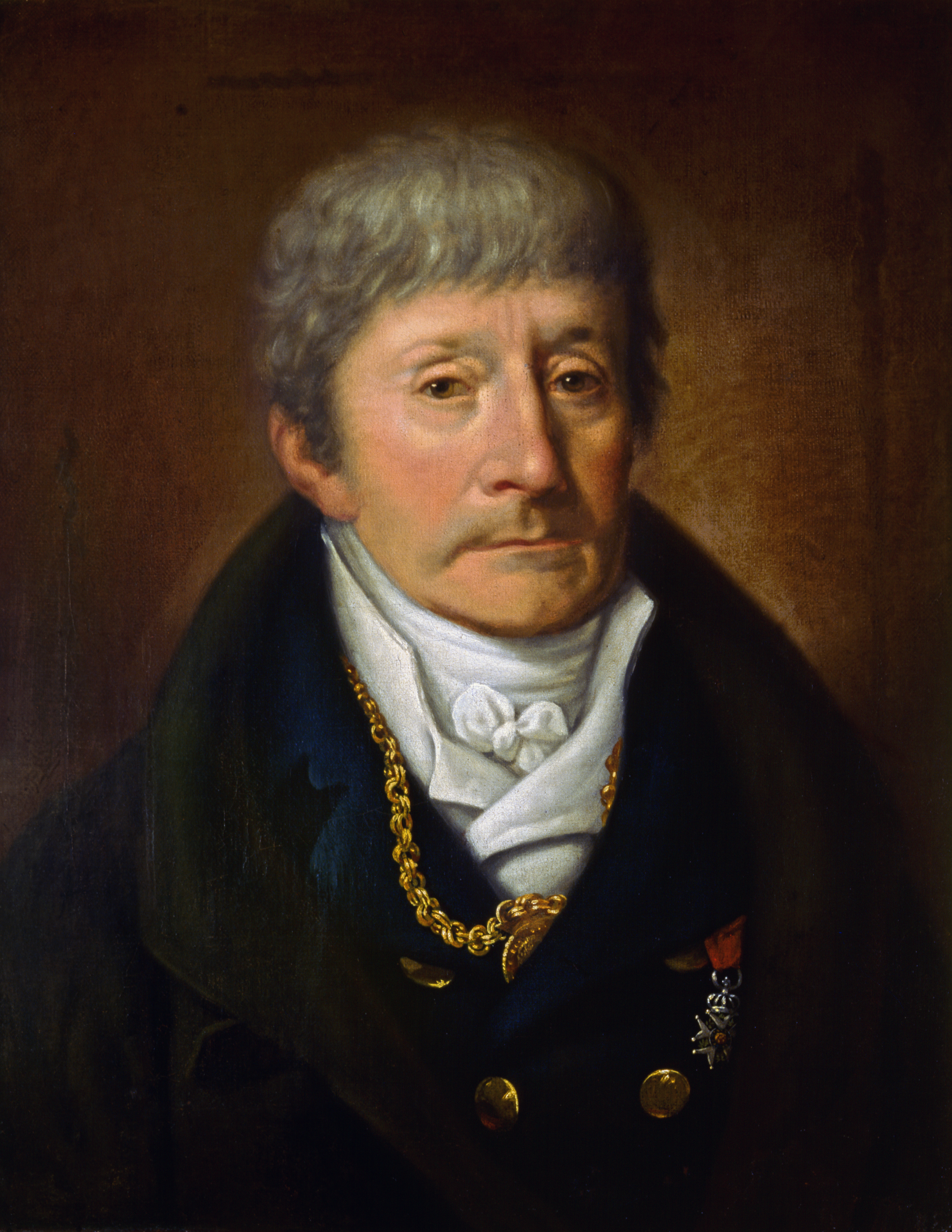
Антонио Сальери

Хотя это вполне традиционная опера-сериа, «Признанная Европа» во многом отличается от типичных произведений этого жанра. Например, на сцене показано убийство, а продолжительным финалом завершаются оба действия, что более характерно для оперы-буффа.
Опера была специально написана к открытию заново отстроенного после пожара театра «Ла Скала» и впервые исполнена 3 августа 1778 года. После этого опера долгое время не ставилась, — как предполагают, из-за исключительно сложного, характерного для opera-seria того времени, вокального письма, рассчитанного на виртуозов-кастратов. 7 декабря 2004 года после растянувшейся почти на три года реконструкции театр вновь был открыт оперой Сальери. Хотя произведение не ставилось в течение столь долгого времени, в «Ла Скала» хранилось репринтное издание партитуры «Признанной Европы», оригинал которой находится в библиотеке театра. Премьера новой «Признанной Европы» транслировалась по ТВ и сейчас доступна на DVD.

## Партии
| Партия  | Голос                   | Исполнитель на премьере, 3 августа 1778 (Дирижёр неизвестен) | Исполнитель на премьере восстановленной версии 7 декабря 2004 (Дирижёр: Риккардо Мути) |
| ------- | ----------------------- | ------------------------------------------------------------ | -------------------------------------------------------------------------------------- |
| Европа  | сопрано                 | Мария Бальдуччи                                              | Диана Дамрау                                                                           |
| Астерио | сопрано (кастрат)       | Гаспаре Пакьеротти                                           | Гения Кюмайер                                                                          |
| Семела  | сопрано                 | Франческа Лебрен                                             | Дезире Ранкаторе                                                                       |
| Иссей   | меццо-сопрано (кастрат) | Джованни Рубинелли                                           | Даниэла Барчеллона                                                                     |
| Эгист   | тенор                   | Антонио Прати                                                | Джузеппе Саббатини                                                                     |

## Содержание

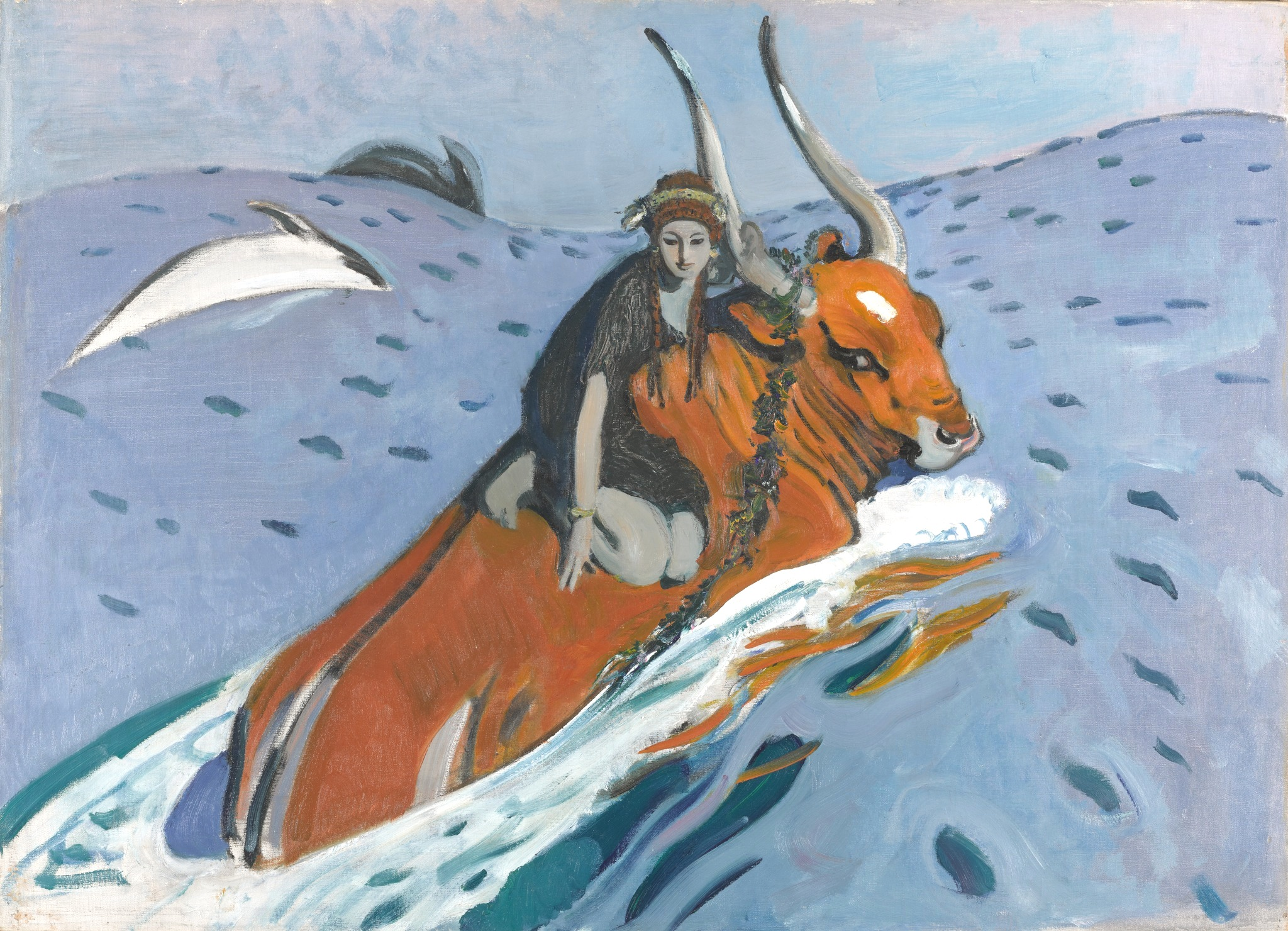
В. Серов. Похищение Европы

Сюжет оперы — история любви, жестокости и политической борьбы; действие происходит в финикийском городе-государстве Тире. Главный персонаж, Европа, была когда-то возлюбленной Зевса; большую часть действия выдавая себя за другую, она помогает разрешить основной конфликт драмы, открыв себя, — отсюда название «Признанная Европа».
Принцесса Европа из Тира и принц Иссей помолвлены. Их свадебные планы нарушаются, когда Астерио, царь Крита, похищает Европу из дворца её отца и заставляет выйти за него замуж. Отец Европы, царь Агенор Тирский, пытается найти дочь, но терпит неудачу. Отчаявшись в своих поисках, он оставляет престол племяннице Семеле при условии: Семела должна выйти замуж за человека, который убьёт первого чужестранца, вторгшегося в Тир. Таким образом похищение Европы будет отомщено. После смерти Агенора Астерио приплывает из Крита к берегам Тира, чтобы вернуть Европе отцовский трон.